# Marija Sinielnikowa
Marija Dawydowna Sinielnikowa (ros. Мария Давыдовна Сине́льникова; ur. 29 lipca?/10 sierpnia 1899 w Berdiańsku, zm. 1993) – radziecka aktorka teatralna i głosowa. Ludowa Artystka RFSRR (1969).
Pochowana na Cmentarzu Dońskim w Moskwie.

## Wybrana filmografia

### Role teatralne
- 1941: Maskarada M. Lermontowa jako baronowa Sztral
- 1946: Elektra Sofoklesa jako Klitajmestra
- 1960: Damy i huzary A. Fredry jako Pani Dyngalska

### Role głosowe
- 1957: Królowa Śniegu jako Finka (głos)

## Nagrody i odznaczenia
- Ludowa Artystka RFSRR (1969)
- Zasłużona Artystka RFSRR (1937)

Źródło: